# Rivalité entre les Eagles et les Giants
La rivalité entre les Eagles de Philadelphie et les Giants de New York est une rivalité de football américain opposant ces franchises professionnelles toutes deux membres de la Division East de la National Football Conference de la National Football League (NFL).

## Histoire
La rivalité débute en 1933 dès la création de la franchise des Eagles par Bert Bell. Elle s'est lentement intensifiée dans les années 1940 et 1950 lorsque les deux équipes ont commencé à faire de bons résultats. Les deux équipes jouent dans la même division depuis 1933, faisant de cette rivalité la deuxième rivalité la plus ancienne de la NFC East après celle opposant les Giants aux Commanders de Washington.
La férocité de cette rivalité peut aussi résulter de la position géographique des villes de Philadelphie et de New York. Elle peut être comparée à la rivalité en MLB entre les Mets de New York et les Phillies de Philadelphie, ou celle en LNH entre les Flyers de Philadelphie et les Rangers de New York.
Cette rivalité est classée par NFL Network comme étant la 4e meilleure de tous les temps dans la NFL, Sports Illustrated la classant en quatrième position. Pour ESPN, c'est une des plus féroces et des plus connues des fans de football américain.

### Années 1930

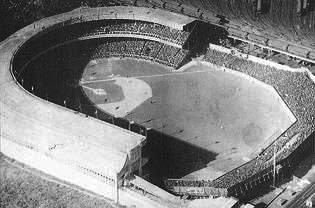
Le Polo Grounds, domicile des Giants de 1925 à 1955

Le premier affrontement entre les deux équipes se déroule le 15 octobre 1933 au Polo Grounds, domicile des Giants, devant une foule de 18 000 partisans. Cette partie est le premier match de l'histoire de la franchise des Eagles. Les Giants gagnent facilement le match sur le score de 56 à 0. Les Giants terminent la saison 1933 avec 2 victoires sans défaite dans la première série d'affrontements entre les deux équipes. 
Le 2 décembre 1934, les Eagles mettent fin à une séquence de 3 défaites consécutives contre les Giants au cours de la dernière semaine de la saison 1934 en remportant leur premier match de la rivalité sur le score de 6 à 0. Le touchdown victorieux est inscrit par le fullback Jim Leonard (en) à la suite d'une course de 2 yards. Lors de cette saison, les Giants remportent leur premier championnat NFL en battant les Bears de Chicago, qui étaient invaincus, lors du match surnommé depuis lors le Sneakers Game (en). 
En 1936, les Eagles déménage au Philadelphia Municipal Stadium.